# ヤナ・コヴァ
ヤナ・コヴァ（Jana Cova、本名：Jana Oujeská、1980年4月13日 - ）は、ポーランド人の血をひくチェコのポルノ女優・アダルトモデル。

## 来歴
「素晴らしい幼児期を過ごした」と言うチェコ共和国の田園地方で育った。まずビキニモデルとして働き始め、ヌードモデルに移行し、やがてソフトコアモデルを務め始めた。映画に出演するまでには時間がかかり、自身では「私は約1年間、映画に対する準備ができていませんでした。私はカメラの前で愚鈍であると感じていました」と、その理由を語っている。
女性だけと絡む数本のポルノ映画に出演し、「ハスラー」「ペントハウス」「ハイソサエティ」「パーフェクト10」「レッグショー」「メイフェア」「フレンジー」「クラブ・インターナショナル」などの著名な男性誌に登場した。コヴァはペントハウス2003年4月号の表紙とセンターフォールドを飾り、ペントハウス・ペットとなった。
2005年4月、大手ポルノ映画製作会社デジタル・プレイグラウンドと独占契約を結んだ。契約後の最初の映画は『Porcelain』で、彼女は2つのレズビアンシーンと2つのソロシーンを演じた。2007年10月、コヴァは新しい方向の仕事を模索したいと言って、デジタル・プレイグラウンドを円満に去った。

## 雑誌掲載の一部
- ペントハウス・バリエーション – 2004年9月
- ペントハウス – 2003年4月4日
- ハスラー – 2003年3月
- ハイソサエティ – 2002年9月
- レッグショー – 2002年6月
- クラブ・インターナショナル – 2002年6月
- ピュアリー18 – 2001年7月